# 순천시 (전라남도)의 향토유적
순천시 (전라남도)의 향토유적은 다음의 것을 말한다.
1. 문화재보호법에 의거 문화재로 지정되어 있지 않거나, 등록문화재로 등록되지 아니한 것으로서 향토의 역사, 예술상 가치가 있는 것과 이에 준하는 고고자료
2. 향후 문화재로서 보존가치가 있을 것으로 기대되는 유적
3. 향토문화, 토속, 풍속을 연구하는데 필요한 자료

## 지정 목록
| 번호 | 그림 | 명칭                                      | 소재지                            | 소유자 (관리자) | 지정·해제일자        | 비고 |
| ---- | ---- | ----------------------------------------- | --------------------------------- | --------------- | -------------------- | ---- |
| 1호  |      | 순천향교소장 향안류 및 유안류 일괄 문서류 | 순천시 금곡동 182                 | 사유            | 2014년 1월 14일 지정 |      |
| 2호  |      | 순천 옥천서원 묘정비                      | 순천시 옥천동 165                 | 사유            | 2014년 1월 14일 지정 |      |
| 3호  |      | 순천뿌리깊은나무박물관 소장 월왕전 책판   | 순천시                            | 사유            | 2014년 1월 14일 지정 |      |
| 4호  |      | 순천향교소장 강남악부                     | 순천시 금곡동 182                 | 사유            | 2014년 1월 14일 지정 |      |
| 5호  |      | 순천 서면 운평리 고분군                   | 순천시 서면 운평리 산 2-1         | 사유            | 2014년 1월 14일 지정 |      |
| 6호  |      | 순천 양벽정 일원                          | 순천시 주암면 궁각리 709-2        | 사유            | 2014년 1월 14일 지정 |      |
| 7호  |      | 순천 겸천서원 일원                        | 순천시 주암면 죽림리 401          | 사유            | 2014년 1월 14일 지정 |      |
| 8호  |      | 순천 행동 푸조나무                        | 순천시 행동 101                   | 사유            | 2014년 1월 14일 지정 |      |
| 9호  |      | 순천 옥천서원 옆 느티나무                 | 순천시 옥천동 81-2                | 사유            | 2014년 1월 14일 지정 |      |
| 10호 |      | 순천 동화사 마을숲                        | 순천시 별량면 대룡리 282          | 사유            | 2014년 1월 14일 지정 |      |
| 11호 |      | 임란공신 정빈 가문의 분재기               | 순천시 장천동 일원                | 사유            | 2015년 7월 3일 지정  |      |
| 12호 |      | 율봉서원                                  | 순천시 별량면 725-1번지           | 사유            | 2015년 7월 3일 지정  |      |
| 13호 |      | 왕자수견태실비(태봉석비)                  | 순천시 서면 학구리 산 18번지      | 사유            | 2015년 7월 3일 지정  |      |
| 14호 |      | 석현동 마애여래좌상                       | 순천시 석현동 산 1-1번지          | 사유            | 2015년 7월 3일 지정  |      |
| 15호 |      | 금전산일원                                | 순천시 낙안면 상송리 1-1번지 일원 | 국유            | 2015년 7월 3일 지정  |      |
| 16호 |      | 용서폭포                                  | 순천시 황전면 금평리 835번지      | 국유            | 2015년 7월 3일 지정  |      |

## 참고 문헌
- 순천시 홈페이지 - 고시/공고
- 순천시보